# ケム・セティネイ
ケマル・セティナイ（Kemal Cetinay、1996年4月25日 - ）は、イギリスの俳優、テレビ司会者。

## 出演作品

### テレビ
- ラブアイランド (2017)
- グッド・モーニング・ブリテン (2017)
- 最も弱いリンク (2017)
- ダンシング・オン・アイス (2018, 2019–2020)
- 狩られた (2018)
- 今朝 (2019 - )
- サッカーエイド (2019 - )
- マスターシェフ 天才料理人バトル! (2021)